# Herpsilochmus rufimarginatus
A Herpsilochmus rufimarginatus a madarak osztályának verébalakúak (Passeriformes) rendjébe és a hangyászmadárfélék (Thamnophilidae) családjába tartozó faj.

## Rendszerezése
A fajt Coenraad Jacob Temminck holland zoológus írta le 1822-ben, a Myiothera nembe Myiothera rufimarginata néven.

## Alfajai
- Herpsilochmus rufimarginatus exiguus – (Nelson, 1912)
- Herpsilochmus rufimarginatus frater – (P. L. Sclater & Salvin, 1880)
- Herpsilochmus rufimarginatus scapularis – (Wied, 1831)
- Herpsilochmus rufimarginatus rufimarginatus – (Temminck, 1822)[2]

## Előfordulása
Argentína, Brazília és Paraguay területén honos. Természetes élőhelyei a szubtrópusi vagy trópusi síkvidéki és hegyi esőerdők, lombhullató erdők, valamint száraz szavannák és bokrosok. Állandó, nem vonuló faj.

## Megjelenése
Testhossza 11,5 centiméter.
|  |

## Természetvédelmi helyzete
Az elterjedési területe nagyon nagy, egyedszáma pedig stabil. A Természetvédelmi Világszövetség Vörös listáján nem fenyegetett fajként szerepel.

## Külső hivatkozások
- Képek az interneten a fajról
- Videó a hímről
- Xeno-canto.org - a faj hangja és elterjedési területe